# Pavel Seifer
Pavel Seifer (* 11. září 1943) je bývalý český politik, v 90. letech 20. století poslanec České národní rady a Poslanecké sněmovny za Stranu zelených, pak za Liberálně sociální unii, později za ČSSD.

## Biografie
V roce 1991 se uvádí jako místopředseda Strany zelených. Byl předsedou pražské statutární organizace této strany. Na jaře 1992 poté, co Strana zelených a několik dalších politických subjektů utvořilo koalici Liberálně sociální unie (LSU), se uvádí jako tiskový mluvčí LSU.
Ve volbách v roce 1992 byl zvolen do České národní rady za koalici LSU (volební obvod Praha). Zasedal ve výboru ČNR pro veřejnou správu, regionální rozvoj a životní prostředí. Byl jeho místopředsedou.
Od vzniku samostatné České republiky v lednu 1993 byla ČNR transformována na Poslaneckou sněmovnu Parlamentu České republiky. Zde setrval do konce funkčního období sněmovny, tedy do voleb v roce 1996. Poté, co se koncem roku 1993 Strana zelených dohodla, že bude nadále působit jako samostatný politický subjekt, nezávislý na LSU, Seifer patřil k části strany, která toto rozhodnutí zpochybnila. Ustavil frakci zelených v rámci LSU a hodlal se i nadále podílet na činnosti Liberálně sociální unie. V lednu 1994 vystoupil se Strany zelených a stal se členem Liberálně sociální unie, která měla od této doby působit už nikoliv jen jako volná koalice politických stran, ale jako samostatná strana. V říjnu 1994 ovšem opustil poslanecký klub LSU a přestoupil do klubu sociální demokracie. V rámci ČSSD patřil k iniciátorům vzniku Zelené platformy v září 1995.
V senátních volbách v roce 1996 kandidoval za senátní obvod č. 13 - Tábor. Získal 23 % hlasů a postoupil do 2. kola. V něm jej ale porazil a senátorem se stal občanský demokrat Pavel Eybert. Profesně se tehdy uvádí jako publicista a ekolog.